# Post SV Wien
Der Post SV Wien ist ein Sportverein aus der Stadt Wien in Österreich und betreibt heute neben Fußball noch weitere 23 Sektionen, darunter Handball, Landhockey, Tennis, Basketball, Volleyball, Futsal, Tischtennis, Bowling, Bridge, Gewichtheben, Gymnastik, Squash, Ski, Motorsport, Judo und Schach.
Die ehemals betriebene Sektion Basketball gewann 1950 zum einzigen Mal in der Vereinsgeschichte den österreichischen Basketball-Meistertitel. Die überaus erfolgreiche Tischtennissektion verfügte vor allem vor dem Zweiten Weltkrieg über eine Reihe österreichischer Spitzenspieler wie Erwin Kaspar, Heinrich Bednar und Gertrude Pritzi. Der Verein selbst gewann unter anderem 1939 die deutschen Tischtennis-Mannschaftsmeisterschaft sowohl der Damen wie auch der Herren.

## Sektion Fußball

### Geschichte
Der Verein wurde am 26. September 1919 unter dem Namen Sportverein der Post-, Telegraphen- und Fernsprechangestellten Österreichs mit den Klubfarben schwarz-weiß gegründet und spielte im ersten Jahr in der Wiener Schutzgruppe. Am 22. März 1924 kam es zur Fusion mit dem W.F.C. Fürth und zu einer Änderung des Vereinsnamens in Sportklub Post Wien, Sportvereinigung der Post- und Telegraphenangestellten mit den Vereinsfarben blau-orange. Der SK Post stieg 1924 in die vierte Klasse des Allgemeinen Fußballverbandes (heute WFV) ein und erreichte gleich im ersten Jahr den Meistertitel und verbunden damit den Aufstieg in die dritte Klasse Wien. Auch in dieser Klasse gelang auf Anhieb der Meistertitel. Nach der Trennung vom Fußballverband spielte der SK Post Wien in der 2. Klasse Ost und stieg nach dem Meistertitel 1927/28 in die 1. Amateurklasse auf.

### Aufstieg und Amateurmeistertitel
Am 22. März 1930 fusionierte der Verein mit dem SpC Postsport Wien zum Postsportverein der Post- und Telegraphenangestellten Österreichs, kurz Post SV Wien. Im Zuge dieser Fusion wurden die Vereinsfarben in Rot-Weiß geändert. In den folgenden Jahren spielte sich der Klub von der 2. Klasse bis zur 2. Liga Nord hoch. In der Saison 1935/36 wurde der Post SV Meister der 2. Liga Nord und erreichte in den Relegationsspielen gegen den Meister der 2. Liga Süd den bis dahin größten sportlichen Triumph. Der Verein SC Austro Fiat Wien konnte am 27. Juni 1936 mit 1:0 und am 4. Juli 1936 mit 2:1 besiegt werden und der Post SV Wien stieg zum ersten Mal in die höchste Spielklasse Österreichs auf. Mit fünf Siegen und fünf Remis erreichte man nur den 11. und vorletzten Platz, was den sofortigen Abstieg zur Folge hatte. Doch im selben Jahr feierte der Post SV Wien mit dem Gewinn des Österreichischen Amateurmeistertitels den bis heute größten sportlichen Erfolg. In der ersten Runde wurde der 1. Wiener Neustädter SC mit einem 3:0-Heimsieg und einer 0:1-Auswärtsniederlage bezwungen. In der zweiten Runde wartete mit dem Klagenfurter AC ein weitaus schwierigerer Gegner. Das Heimspiel konnten die Postsportler mit 5:2 für sich entscheiden, im Rückspiel setzte es jedoch eine 2:4-Auswärtsniederlage. Mit dem knappen Gesamtergebnis von 7:6 konnte der Post SV jedoch in das Finale einziehen und traf dort auf den Salzburger AK 1914. Diesmal mussten die Wiener zuerst auswärts antreten und gewannen das Spiel mühelos mit 4:0. Im Rückspiel genügte dem Post SV eine 2:2-Remis zum ersten und einzigen Amateurmeistertitel eines Wiener Vereines.

### Gastspiele in der 1. Liga
In der Saison 1940/41 gelang der Wiederaufstieg in die damals Bereichsklasse Donau-Alpenland genannte höchste (ostmärkische) Liga. In den Qualifizierungsspielen setzte sich der Post SV als Meister der 2. Liga A gegen den Meister der 2. Liga B, dem SV Straßenbahn Wien in zwei Spielen mit 2:2 und 1:0 durch und erreichte damit die Aufstiegsrunde, in der die Postsportler auf SK Sturm Graz, SV Austria Salzburg und BSG Traisen trafen. Ohne Sieg und mit nur einem Unentschieden belegte der Post SV in der ersten Liga nur den enttäuschenden neunten Rang (der in dieser Saison der letzte Platz war, da der SK Sturm Graz den Spielbetrieb eingestellt hatte) und stieg wieder in die Wiener 1. Klasse A ab. Aufgrund der Kriegsereignisse kam es in der Folgesaison zur Gründung der Post-SG Wien, einer Spielgemeinschaft mit anderen Postsportvereinen, die mit Kriegsende 1945 wieder aufgelöst wurde. Gleich in der ersten Nachkriegsmeisterschaft 1945/46 gelang dem wiedererstandenen Post SV Wien der Meistertitel in der 2. Klasse A Wien und der erneute Aufstieg in die nunmehr Wiener Liga genannte oberste Spielklasse Österreichs. Doch auch diesmal kam der Verein über den elften Platz nicht hinaus und beendete sein Gastspiel in der höchsten Liga mit nur zwei Siegen und einem Remis.

### Der langsame Abstieg
1948/49 musste der Post SV auch aus der zweiten Spielklasse absteigen und es folgte eine längere Periode in den unteren Ligen bis 1970 der Wiederaufstieg in die Wiener Liga, die mittlerweile nur mehr die dritte Leistungsstufe darstellte, gelang. Am 1. Juli 1973 kam es schließlich zu einer Fusion mit dem SC Hinteregger Wien, wodurch die Postsportler sogar in der Regionalliga spielen durften. Der Name des Fusionsvereins lautete SC Post Hinteregger. Am 1. Juli 1975 wurde die Fusion wieder gelöst und die neuen Vereinsfarben schwarz-gelb eingeführt. Während der Winterpause der Saison 1975/76 ging der Verein eine Spielgemeinschaft mit dem Wiener Sport-Club ein, die fortan unter dem Namen Wiener Sport-Club Post auftrat. Die Spielgemeinschaft spielte in der zweiten Liga, löste sich aber nach der Saison wieder auf. Der Wiener Sport-Club verblieb als Lizenzinhaber des Platzes in der 2. Division der Bundesliga, der Post SV Wien stieg in die Wiener Liga ab. Seit diesem Abstieg 1976 spielt der Verein ununterbrochen in der Wiener Liga und gehört damit zum Urgestein derselben.

### Vereinsfarben
- 1919–1924 Schwarz-Weiß
- 1924–1930 Blau-Orange
- 1930–1975 Rot-Weiß
- ab 1975 Schwarz-Gelb

### Titel & Erfolge
- 1× Österreichischer Amateurmeister: 1937
- 3× Wiener TOTO-Cup-Sieger: 2006, 2009, 2010 (zusätzliche Finalteilnahme 2011)
- 3× Teilnahme an der 1. Liga: 1937, 1942, 1947
- 3× Meister 1. Klasse Wien A: 1936, 1941, 1946

## Hockeyabteilung
| Jahr | Wettbewerb            | Niveau | Platz | Ort      |
| ---- | --------------------- | ------ | ----- | -------- |
| 1983 | Club Champions Trophy | 2      | 7     | Subotica |
| 1992 | Cup Winners Trophy    | 2      | 4     | Swansea  |
| 2007 | Club Champions Trophy | 2      | 6     | Prag     |

Die bereits in den 1930er Jahren bestehende und endgültig 1939 etablierte Abteilung unterhält je zwei Damen- und Herrenmannschaften, ein Senioren- und ein Elternhockeyteam sowie sieben Jugendmannschaften.
- Österreichischer Meister Herren Feld:2023, 2006, 1982, 1968, 1967, 1965, 1964, 1963, 1962, 1960, 1959, 1958, 1957, 1956, 1955, 1954, 1953, 1951
- Österreichischer Meister Herren Halle: 2020, 1974, 1966, 1965, 1964, 1963, 1962, 1961, 1959, 1958, 1951
- Österreichischer Meister Damen Feld: 1980, 1960
- Österreichischer Meister Damen Halle: 1982, 1981, 1979, 1977, 1976

## Sektion Futsal
Die am 5. Mai 2008 gegründete und aktuell jüngste Abteilung widmet sich dem aufkommenden Trendsport Futsal, der offiziellen FIFA-Variante des Hallenfußballs. Mit einem relativ kleinen Kader konnte die erste Saison überraschenderweise am 4. Platz in der 2. Futsal-Bundesliga beendet werden. Nach zahlreichen Verstärkungen wird nun für die Saison 2009/2010 der Aufstieg in die 1. Österreichische Futsal-Bundesliga angepeilt, um somit an Bedeutung gewinnen und sich erfolgreich etablieren zu können.
Die Saison 2010/11 wurde in der 2. ÖFB Futsal Liga gespielt, dabei erreichte man den 2. Platz, hinter Dynamo Triestingtal.

## Sektion Judo
| Jahr | Name           | Kategorie  |
| ---- | -------------- | ---------- |
| 1948 | Gabriel Edmund | FG         |
| 1948 | Mannschaft     | Mannschaft |
| 1949 | Gabriel Edmund | FG         |
| 1950 | Gabriel Edmund | FG         |
| 1950 | Voyta Alfred   | MG         |
| 1951 | Voyta Alfred   | MG         |
| 1955 | Zipser Rudolf  | 1. Kyu     |

Die Sektion Judo wurde im Jänner 1948 gegründet.

## Sektion Volleyball
Die Volleyballabteilung des Post SV Wien hat eine lange Tradition und blickt auf viele Titeln und Erfolge zurück. Besonders die Frauensektion konnte in der Vergangenheit viele Meisterschaftstiteln feiern. 2002 gründete man mit den Vereinen TJ Sokol V Wien und VB NÖ Sokol die Spielgemeinschaft SV Schwechat/PSV Wien (SG SVS Post), 2011 benannte sich die Spielgemeinschaft in Volleyball Niederösterreich Sokol/Post SV um.
- Österreichischer Meister Herren: 1982
- Österreichischer Meister Frauen: 1973–1978, 1984, 1985, 1987–1992, 1994–2001
- Österreichischer Cupsieger Herren: 1981
- Österreichischer Cupsieger Frauen: 1981, 1982, 1985–1987, 1989, 1990, 1994–2001